# 규산 나트륨
규산 나트륨(sodium silicate)은 Na2SiO3 화학식을 지닌 화합물로, 규산염의 하나이다. 탄산나트륨과 석영 가루를 융합해서 얻는다. 냄새가 없으며 흰 빛을 띄는 고체이다. 탄산 나트륨과 이산화 규소는 녹을 때 이산화 탄소와 규산 나트륨을 형성하며 반응한다:
Na2CO3 + SiO2 → Na2SiO3 + CO2

## 이용
콘크리트 경화촉진제, 기초 공사 터파기 토질이 붕괴성 토질인 경우 지반의 화학적 안정화에 쓰인다.